# Ping (blogue)
Pour les articles homonymes, voir Ping.
Dans les blogs, un ping est un appel de procédure à distance XML (une forme de message) par lequel un blogue informe un ou plusieurs serveurs que son contenu a été modifié.
Le ping a été utilisé pour la première fois par Dave Winer sur Weblogs.com en octobre 2001. Aujourd'hui, la plupart des blogues envoient un ping à un ou plusieurs serveurs ping chaque fois qu'un blogueur crée un billet ou en modifie un ancien.
Les serveurs ping ouverts, comme celui de Weblogs.com de Moreover Technologies, permettent à tous les services Web de s'abonner à la liste des blogues qui les ont récemment pingués. Les moteurs de recherche de blogues peuvent fournir des résultats à jour très rapidement et avec un minimum d'efforts en visitant les blogues qui ont pingué un serveur ping. De la même façon, les agrégateurs de fils de syndication utilisent les listes fournies par les serveurs ping pour informer leurs abonnés des mises à jour des blogues qu'ils suivent.
On retrouve aussi des serveurs ping privés qui collectent des informations pour leur propre environnement. La plupart des principaux moteurs de recherche de blogues opèrent de tels serveurs. Contrairement aux serveurs ping ouverts, les serveurs ping privés ne partagent pas l'information qu'ils détiennent avec d'autres services Web qui peuvent être en compétition avec les services qu'ils alimentent. Comme ces serveurs ne partagent pas l'information qu'ils possèdent, les blogueurs doivent pinguer un grand nombre de serveurs pour obtenir une publicité maximale. Pour contourner ce problème, les blogueurs se sont tournés vers des services comme Ping-o-Matic!, Pingler.com et Index Me, qui a leur tour pinguent un grand nombre de serveurs ping privés.

## Sping (spam ping)
L'utilisation des serveurs ping pour attirer l'attention des internautes vers les blogues récemment modifiés a engendré l'apparition des spings ou spam pings, qui tentent d'attirer les lecteurs vers des splogs, des spam blogs qui sont en réalité des publicités ou des mécanismes pour améliorer le positionnement de sites dans les résultats des moteurs de recherche.

## Source
- (en) Cet article est partiellement ou en totalité issu de l’article de Wikipédia en anglais intitulé « Ping (blogging) » (voir la liste des auteurs).